# Geoffrey Lewis
Geoffrey Lewis (San Diego, California, Estados Unidos, 31 de julio de 1935–Woodland Hills, California, Estados Unidos, 7 de abril de 2015) fue un prolífico actor estadounidense. Conocido por haber trabajado en múltiples ocasiones con Clint Eastwood y por ser un actor habitual de series de televisión estadounidenses. También fue miembro del grupo musical Celestial Navigations con Geoff Levin y padre de la también actriz Juliette Lewis.

## Vida
Lewis nació en San Diego, California. Era padre de diez hijos, entre ellos la también actriz Juliette Lewis.
Lewis apareció en varias de las películas de Clint Eastwood, incluyendo la interpretación del villano principal en High Plains Drifter, Orville en la serie Every Which Way but Loose, John Arlington en Bronco Billy y al excéntrico miembro del jurado Luther Driggers en la película Medianoche en el jardín del bien y del mal.  
Otros papeles notables de película fueron Double Impact junto a Jean Claude Van Damme, The Culpepper Cattle Company, Thunderbolt and Lightfoot dirigida por Michael Cimino, Dillinger, Mi nombre es Ninguno, El viento y el león con Sean Connery, Return of a Man Called Horse, Tango y Cash con Sylvester Stallone y Kurt Russell, Pink Cadillac, El hombre sin rostro, The New Guy y The Devil's Rejects.  
Fue una estrella invitada de televisión muy frecuente, apareciendo en series como Alias Smith and Jones, Gunsmoke, Starsky and Hutch, Barnaby Jones, Falcon Crest, Matlock, The X-Files, My Name Is Earl, la de vampiros Salem's Lot dirigida por Tobe Hooper, Law & Order: Criminal Intent, The A-Team, Mork & Mindy, House M.D.  y Mama's Family.
Lewis apareció en un anuncio de servicio público de cienciología llamado "Scientology Creed".
Fue también la voz de un personaje llamado Lenny en la película animada de Rob Zombie, The Haunted World of El Superbeasto. 
Fundó una empresa dedicada a la producción cinematográfica y de televisión llamada Pistol Films LLC.
La última película en la que apareció fue la comedia bélica Retreat! (2012), a las órdenes del director Scott Slone.
El actor falleció el 7 de abril de 2015 a los 79 años en su casa de Woodland Hills, en Los Ángeles.

## Filmografía

### Cine
| Año  | Título                                                                               | Personaje                             | Notas                                       |
| ---- | ------------------------------------------------------------------------------------ | ------------------------------------- | ------------------------------------------- |
| 1963 | The Fat Black Pussycat                                                               | Hombre en el parque                   | No acreditado                               |
| 1971 | The Todd Killings                                                                    | Hijo del Sr. Carpenter                | No acreditado                               |
| 1971 | Welcome Home, Soldier Boys                                                           | Francis Rapture, propietario de Motel |                                             |
| 1972 | The Culpepper Cattle Co.                                                             | Russ                                  |                                             |
| 1972 | Moon of the Wolf                                                                     | Lawrence Burrifors                    |                                             |
| 1972 | Bad Company                                                                          | Hobbs                                 |                                             |
| 1973 | High Plains Drifter                                                                  | Stacey Bridges                        |                                             |
| 1973 | Dillinger                                                                            | Harry Pierpont                        |                                             |
| 1973 | My Name Is Nobody                                                                    | Líder del Wild Bunch                  |                                             |
| 1974 | Thunderbolt and Lightfoot                                                            | Eddie Goody                           |                                             |
| 1974 | Macon County Line                                                                    | Hamp                                  |                                             |
| 1975 | The Great Waldo Pepper                                                               | Newt                                  |                                             |
| 1975 | The Wind and the Lion                                                                | Samuel Gummere                        |                                             |
| 1975 | Smile                                                                                | Wilson-Shears                         |                                             |
| 1975 | Lucky Lady                                                                           | Capt. Mosely                          |                                             |
| 1976 | The Return of a Man Called Horse                                                     | Zenas                                 |                                             |
| 1978 | Shoot the Sun Down                                                                   | Scalphunter                           |                                             |
| 1978 | Silver Saddle                                                                        | 2 Strike Snake                        |                                             |
| 1978 | Every Which Way But Loose                                                            | Orville Boggs                         |                                             |
| 1979 | Tilt                                                                                 | Conductor de camión                   |                                             |
| 1979 | Human Experiments                                                                    | Dr. Hans R. Kline                     |                                             |
| 1979 | The Jericho Mile                                                                     | Dr. Bill Janowski                     |                                             |
| 1980 | Tom Horn                                                                             | Walter Stoll                          |                                             |
| 1980 | Belle Starr                                                                          | Reverendo Meeks                       |                                             |
| 1980 | Bronco Billy                                                                         | John Arlington                        |                                             |
| 1980 | Heaven's Gate                                                                        | Trapper Fred                          |                                             |
| 1980 | Any Which Way You Can                                                                | Orville Boggs                         |                                             |
| 1982 | I, the Jury                                                                          | Joe Butler                            |                                             |
| 1982 | The Shadow Riders                                                                    | Mayor Cooper Ashbury                  |                                             |
| 1983 | 10 to Midnight                                                                       | Dave Dante                            |                                             |
| 1983 | Return of the Man from U.N.C.L.E.                                                    | Janus                                 |                                             |
| 1984 | Night of the Comet                                                                   | Carter                                |                                             |
| 1985 | Lust in the Dust                                                                     | Hard Case Williams                    |                                             |
| 1985 | Stitches                                                                             | Ralph Rizzo                           |                                             |
| 1986 | Annihilator                                                                          | Prof. Alan Jeffries                   |                                             |
| 1988 | Time Out                                                                             | Sr. Steve Smith                       |                                             |
| 1988 | Out of the Dark                                                                      | Dennis                                |                                             |
| 1989 | Fletch Lives                                                                         | Líder del KKK                         |                                             |
| 1989 | Pink Cadillac                                                                        | Ricky Z                               |                                             |
| 1989 | Catch Me ...If You Can                                                               | Sr. Johnson                           |                                             |
| 1989 | Tango & Cash                                                                         | Capitán Schroeder                     | No acreditado                               |
| 1990 | Disturbed                                                                            | Michael Kahn                          |                                             |
| 1991 | Double Impact (Doble impacto)                                                        | Frank Avery                           |                                             |
| 1992 | The Lawnmower Man                                                                    | Terry McKeen                          |                                             |
| 1992 | Wishman                                                                              | Hitchcock the Genie                   |                                             |
| 1993 | Point of No Return                                                                   | Propietario de farmacia               |                                             |
| 1993 | Joshua Tree                                                                          | Sheriff Cepeda                        |                                             |
| 1993 | The Man Without a Face (El hombre sin rostro)                                        | Jefe Wayne Stark                      |                                             |
| 1993 | Only the Strong                                                                      | Kerrigan                              |                                             |
| 1994 | White Fang 2: Myth of the White Wolf                                                 | Heath                                 |                                             |
| 1994 | National Lampoon's Last Resort                                                       | Rex Carver                            |                                             |
| 1994 | Maverick                                                                             | Matthew Wicker / Eugene, Banker       |                                             |
| 1994 | The Dragon Gate                                                                      | Shin'ichi                             |                                             |
| 1996 | An Occasional @#!*%                                                                  | Draper Jewett                         |                                             |
| 1997 | American Perfekt                                                                     | Willy                                 |                                             |
| 1997 | Midnight in the Garden of Good and Evil (Medianoche en el Jardín del Bien y del Mal) | Luther Driggers                       |                                             |
| 1999 | Five Aces                                                                            | Sloan                                 |                                             |
| 1999 | Cousin Skeeter                                                                       | Zeek                                  |                                             |
| 2000 | The Prophet's Game                                                                   | Invitado #1                           |                                             |
| 2000 | The Way of the Gun (Secuestro infernal)                                              | Abner Mercer                          |                                             |
| 2000 | Highway 395                                                                          |                                       |                                             |
| 2001 | Sunstorm                                                                             | Browner                               |                                             |
| 2002 | A Light in the Darkness                                                              | Stanley Melnick                       |                                             |
| 2002 | The New Guy (Los feos también mojan)                                                 | Principal Zaylor                      |                                             |
| 2003 | Mind Games                                                                           | Melvin Reeves                         |                                             |
| 2003 | A Painted House                                                                      | Sr. Spruill                           |                                             |
| 2004 | Blueberry                                                                            | Greg Sullivan                         | Estrenado en EE. UU. en DVD como "Renegade" |
| 2005 | Social Guidance                                                                      | Lucky Marshall                        |                                             |
| 2005 | Down in the Valley                                                                   | Sheridan                              |                                             |
| 2005 | The Devil's Rejects                                                                  | Roy Sullivan                          |                                             |
| 2006 | Fingerprints                                                                         | Keeler                                |                                             |
| 2006 | Wicked Little Things                                                                 | Harold                                |                                             |
| 2007 | Cold Ones                                                                            | Felton Jones                          |                                             |
| 2007 | Moving McAllister                                                                    | Viejo loco Martin                     | No acreditado                               |
| 2008 | I Am Somebody: No Chance in Hell [it]                                                | Lewis                                 |                                             |
| 2008 | Thomas Kinkade's Christmas Cottage                                                   | Butch                                 |                                             |
| 2009 | The Butcher                                                                          | Naylor                                |                                             |
| 2010 | Pickin' & Grinnin'                                                                   | Cletus                                |                                             |
| 2010 | Miss Nobody                                                                          | Sr. Ketchum                           |                                             |
| 2012 | Mommy's Little Monster                                                               | Stanley Melnick                       |                                             |
| 2016 | Retreat!                                                                             | Sullivan                              |                                             |
| 2017 | High & Outside: A Baseball Noir                                                      | Len Harding                           | Último personaje de película                |

### Televisión
| Año  | Título                       | Personaje           | Notas                                       |
| ---- | ---------------------------- | ------------------- | ------------------------------------------- |
| 1975 | Starsky & Hutch              | Allen "Monk" Philos | Episodio: "The Fix"                         |
| 1975 | The Streets of San Francisco |                     |                                             |
| 1976 | Little House on the Prairie  | Sam Galendar        | Episodio: "Bully Boys"                      |
| 1976 | Monster Squad                | La calavera         | Episodio: "The Skull"                       |
| 1977 | Hawaii Five-O                | Comandante Nolan    | Episodio: "Deep Cover"                      |
| 1979 | Centennial                   | Sheriff Bogardus    |                                             |
| 1979 | Salem's Lot                  | Mike Ryerson        |                                             |
| 1980 | Flo                          | Earl Tucker         | Serie                                       |
| 1983 | Little House on the Prairie  | Cole Younger        | Episodio: "The Older Brothers" (T9, Epi 13) |
| 1983 | September Gun                | Sheriff Johnson     |                                             |
| 1984 | Highway to Heaven            | Honest Eddie        | Episodio: “Another Song for Christmas”      |
| 1987 | The Golden Girls             | Chuck               | Episodio: "Empty Nests"                     |
| 1987 | Designing Women              | Padre de Mary Jo    | Episodio: "Mary Jo's Dad Dates Charlene"    |
| 1990 | Gunsmoke: The Last Apache    | Bodine              | Película de televisión                      |
| 1999 | The X-Files                  | Alfred Fellig       | Episodio: "Tithonus"                        |
| 2001 | Titus                        | Calvin              | Episodio: "Dave Joins the Army"             |
| 2003 | Dawson's Creek               | Tío Bill            | Episodio: "13 Rock Bottom"                  |
| 2004 | Blueberry                    | Greg Sullivan       | Estrenado en USA en DVD como "Renegade"     |
| 2004 | Plainsong                    | Raymond McPheron    | Película de televisión de Hallmark          |
| 2006 | Wild Hearts                  | Hank                | Película de televisión de Hallmark          |
| 2007 | House, MD                    | Anciano con cáncer  | Episodio: "One Day, One Room"               |